# Indywidualne Mistrzostwa Wielkiej Brytanii na Żużlu 2011
Indywidualne mistrzostwa Wielkiej Brytanii na żużlu – cykl turniejów żużlowych mających wyłonić najlepszych żużlowców brytyjskich w sezonie 2011. W finale zwyciężył Scott Nicholls. 

## Finał
- Wolverhampton, 6 czerwca 2011

| Msc. | Zawodnik           | Klub          | Pkt     |             |  |
| ---- | ------------------ | ------------- | ------- | ----------- |  |
| 1    | Scott Nicholls     | Coventry      | 13 +2+3 | (3,2,3,3,2) |  |
| 2    | Chris Harris       | Belle Vue     | 13 +2   | (3,3,3,1,3) |  |
| 3    | Tai Woffinden      | Wolverhampton | 15 +1   | (3,3,3,3,3) |  |
| 4    | Edward Kennett     | Coventry      | 12 +3+w | (3,2,3,2,2) |  |
| 5    | Ben Barker         | Birmingham    | 9 +1    | (2,2,1,3,1) |  |
| 6    | Lee Richardson     | Lakeside      | 11 +0   | (2,3,2,3,1) |  |
| 7    | Stuart Robson      | Lakeside      | 8       | (2,3,2,1,0) |  |
| 8    | Lewis Bridger      | Eastbourne    | 8       | (2,1,u,2,3) |  |
| 9    | Leigh Lanham       | Newport       | 7       | (1,1,2,0,3) |  |
| 10   | Oliver Allen       | King's Lynn   | 6       | (1,0,2,2,1) |  |
| 11   | Daniel King        | Birmingham    | 5       | (1,1,1,0,2) |  |
| 12   | Jordan Frampton    | Belle Vue     | 4       | (0,0,u,2,2) |  |
| 13   | Ricky Ashworth     | Sheffield     | 4       | (0,2,w,1,1) |  |
| 14   | Richard Hall       | Leicester     | 2       | (1,w,0,1,0) |  |
| 15   | Jerran Hart        | Ipswich       | 2       | (0,1,1,0,u) |  |
| 16   | rez. Tom Perry     | Dudley        | 1       | (1,0)       |  |
| 17   | rez. Ashley Morris | Dudley        | 0       | (0,0)       |  |
| 18   | David Howe         | Scunthorpe    | 0       | (d,–,–,–,–) |  |

## Bieg po biegu
1. Woffinden, Bridger, King, Howe (d4)
2. Nicholls, Robson, Allen, Frampton
3. Kennett, Barker, Hall, Hart
4. Harris, Richardson, Lanham, Ashworth
5. Woffinden, Nicholls, Lanham, Hall (w/u)
6. Harris, Kennett, Bridger, Allen
7. Richardson, Barker, King, Frampton
8. Robson, Ashworth, Hart, Morris
9. Woffinden, Allen, Barker, Ashworth (w/u)
10. Nicholls, Richardson, Hart, Bridger (u3)
11. Harris, Robson, King, Hall
12. Kennett, Lanham, Perry, Frampton (u1)
13. Woffinden, Frampton, Harris, Hart
14. Barker, Bridger, Robson, Lanham
15. Nicholls, Kennett, Ashworth, King
16. Richardson, Allen, Hall, Morris
17. Woffinden, Kennett, Richardson, Robson
18. Bridger, Frampton, Ashworth, Hall
19. Lanham, King, Allen, Hart (u3)
20. Harris, Nicholls, Barker, Perry
21. Baraż o dwa miejsca w finale: Kennett, Nicholls, Barker, Richardson
22. Finał: Nicholls, Harris, Woffinden, Kennett (w/su)